# Gunz
GunZ（ガンズ）とは、韓国のMAIET Entertainmentが開発したTPSオンラインゲームである。
日本では元々ネットマーブルジャパンが運営を行っており、サービス開始当時の名称は「GunZOnline」、その後「GunZTheDuel」に変更された。
2008年4月22日付けでネットマーブルジャパンでのサービス終了が告知されたが、その後同年8月1日に、ゲームオンがMAIET Entertainmentと独占ライセンス契約を締結したことが発表され、8月8日16時にネットマーブルジャパンでの約3年間の運営が終了。10月29日にGUNZWEI（ガンズツヴァイ）の名前に変更の上11月5日よりテスト運営を開始することが発表された。当初は、10月29日に予定されていたが延期になった。しかし、2010年10月13日(水) AM 10：30をもってGUNZWEIはゲームサービスを終了している。　なお、日本以外ではGunZ The Duelの名称で運営されており、2009年にはGunzの続編、Gunz 2も予定されている。

上記の通りGunZ The DuelやGUNZWEIの名前があるが、本項では特に断りがない限りGunzとして表記する。

## ゲームモード
主なゲームモードは、デスマッチ (DM)、チームデスマッチ (TDM)のほかに、剣刀類のみ使用を許されるグラディエーター、各チームのキャプテンを狙う暗殺戦などがある。
また、Gunzには上記のような対人戦だけでなく、クエストモードというシステムも導入されている。これは最大4人でプレイできるモードで、一定の動きがインプットされた何十ものNPCを倒すことを目的とする。自分の身の丈の5倍以上もあるボスモンスターも用意されている。

## 操作方法
デフォルト設定では、キーボードのWSADキーによって前後左右に移動する。同時方向のキーを2回連続で押す事により、ダッシュ・タンブリング（転げる）といった素早い移動が可能である。
照準・視点の移動はマウスによって行い、左クリックすることで発砲（刀の場合は切りつけ）する。また、刀を装備中に右クリックすることで、敵を空中に浮かせ無防備にする攻撃が可能である。（空中に浮かされた人はスペースを押すことで受身ができ、後の追撃を避けることができる）

## バトルモード
ステージ
- フリーチャンネルは以下の11ステージがある。
  - Battle Arena（闘技場)
  - Factory（工場）
  - Garden（庭）
  - island（島）
  - Mansion（マンション）
  - Prison II（刑務所2）
  - Prison（刑務所）
  - Station（駅）
  - town（街）
  - Hight-Haven（遺跡）
  - Citadel（都市）

- 中級チャンネルは2ステージが追加される。
  - Port（ポート）
  - Ruin（廃墟）

- プロチャンネルは2ステージが追加される。
  - castle（城）
  - Dungeon（ダンジョン）

- 達人チャンネルは2ステージが追加される。
  - lost shrine（神殿）
  - Stairway（階段）

- また、冬限定で1ステージ追加される。
  - Snow town（雪の街）

## クエストモード
ステージ
- Mansion
- Dungeon
- Prison

## 装備
- 日本刀
- 小太刀(双剣)
- ナイフ
- オートマチックピストル（AT）
- リボルバー（RV）
- 二挺拳銃
- サブマシンガン（SMG）
- ショットガン（SG）
- アサルトライフル（AR）
- マシンガン（MG）
- ロケットランチャー（RL）
- 手榴弾（グレ）
- フラッシュグレネード（FG）

装備は主に武器と防具が存在し、一般的な装備はクエストモードでモンスターやボスモンスターを倒したり、対人戦で勝利することによって得られるゲーム内通貨Bountyを使用して誰でも購入することができる。装備の中にはボスモンスターを倒すことでしか得られないレアアイテムも存在する。また、課金システムを利用することで、高性能なアイテムも購入することが出来る。

## クラン
クランに加入すると、ゲームに接続しているクラン員の確認が容易に出来る、チャットの先頭文字を#と入力するだけで接続しているクラン員全員にメッセージを送ることができるなどの利点がある。また、クラン戦と呼ばれるクラン同士の戦闘に参戦することが可能となる。その戦績はランキングで表示される。これはクランサーバーでのみ利用できるルールである。